# DJ Khalil
Халил Абдул-Рахман, более известный как диджей Халил — американский хип-хоп и соул продюсер из Лос-Анджелеса, Калифорния. Халил занимается инструментальной частью хип-хоп дуэта Self Scientific (наряду с рэппером Chace Infinite), а также является участником группы The New Royales, в которую входят Liz Rodrigues, Erik Alcock и Pranam Chin Injeti. Выступил продюсером, таких альбомов как: «Recovery» и «The Marshall Mathers LP 2» от Эминема и сингла «The Man» от Алоэ Блэка, который, спустя некоторое время, стал числиться мульти-платиновым треком. Халил является третьим сыном олимпийского чемпиона и бывшего игрока НБА Уолта Хаззарда.

## Ранняя жизнь
Халил Абдул-Рахман родился в Сиэтле, Вашингтон и был воспитан в Лос-Анджелесе, Калифорния. Его отец Уолт Хаззард, который вскоре сменил своё имя на Махди Абдул-Рахман, был профессиональным игроком в баскетбол в Национальной баскетбольной ассоциации. В возрасте 13 лет, на вечеринке, которую устроили его родители, он встретится с доктором Дре, который потом станет его продюсером. В старшей школе Hollywood High School и колледже Morehouse College, во время игр в волейбол он был вратарём.

## Музыкальная карьера
Халил начал свою музыкальную карьеру в виде диджея, перейдя к продюсированию треков. Свои первые песни он делал на самых простых сэмплерах, постепенно переходя на более сложные инструменты. Он спродюсировал огромное количество треков для популярных артистов в жанре хип-хоп, R&B и поп, включая 50 Cent, Пинк, The Game, ASAP Rocky, Дрейка, Эминема, G-Unit, Wale, и Ашера.